# Ignacio Calle
Ignacio Calle Tobón (Cali, 21 de agosto de 1931 - 24 de fevereiro de 1982) foi um futebolista colombiano que atuava como defensor.

## Carreira
Ignacio Calle fez parte do elenco da Seleção Colombiana na Copa do Mundo de 1962. 